# Rahm Emanuel
Rahm Israel Emanuel (Chicago (Illinois), 29 november 1959) is een Amerikaans politicus van de Democratische Partij. Emanuel was van 2022 tot 2025 ambassadeur in Japan en van 2011 tot 2019 burgemeester van Chicago, Illinois. Daarvoor was hij van 20 januari 2009 tot 1 oktober 2010 stafchef van het Witte Huis onder president Barack Obama. Ook heeft hij gediend als Afgevaardigde namens de staat Illinois.
Nadat hij adviseur was voor president Bill Clinton (1993-1998), werkte hij als managing director voor de, inmiddels opgeheven, investeringsbank Wasserstein Perella. Dankzij zijn politieke connecties realiseerde hij daar een aantal grote deals. In 2001 werd de bank verkocht en kreeg Emanuel 16,2 miljoen dollar mee.
In 2000 en 2001 was Emanuel lid van de Board of Directors voor Federal Home Loan Mortgage Corporation (Freddie Mac). Freddie Mac werd toen geplaagd door schandalen over campagnebijdragen en allerlei onregelmatigheden. In 2001 stapte hij hier op, om zich te richten op zijn race voor een plaats in het Congres. De financiële industrie stopte meer dan 1,5 miljoen dollar in zijn campagnes. In het Congres was hij lid van Financial Services Committee, die gaat over wetgeving inzake financiële markten en banken.
In december 2008 werd zijn naam genoemd in de pay to play-scheme rond gouverneur Rod Blagojevich, die de Senaatszetel van president-elect Barack Obama duur zou hebben willen verkopen. Volgens de Chicago Tribune heeft Emanuel met de staf van Blagojevich gesproken over de opvolging van Obama, hetgeen ook op tape is vastgelegd.
Op 1 oktober 2010 diende hij zijn ontslag in als Stafchef van het Witte Huis om zich voor te bereiden op de verkiezing voor het burgemeesterschap van Chicago. Deze verkiezingen werden ook door hem gewonnen en van 2011 tot 2019 was hij de 55ste burgemeester van Chicago. Hij was tevens de eerste Joodse burgemeester van deze stad.
Van 2022 tot 2025 was hij Amerikaans ambassadeur in Japan.
Op 12 maart 2025 kondigde hij aan zich in 2028 kandidaat te willen stellen voor het presidentschap.

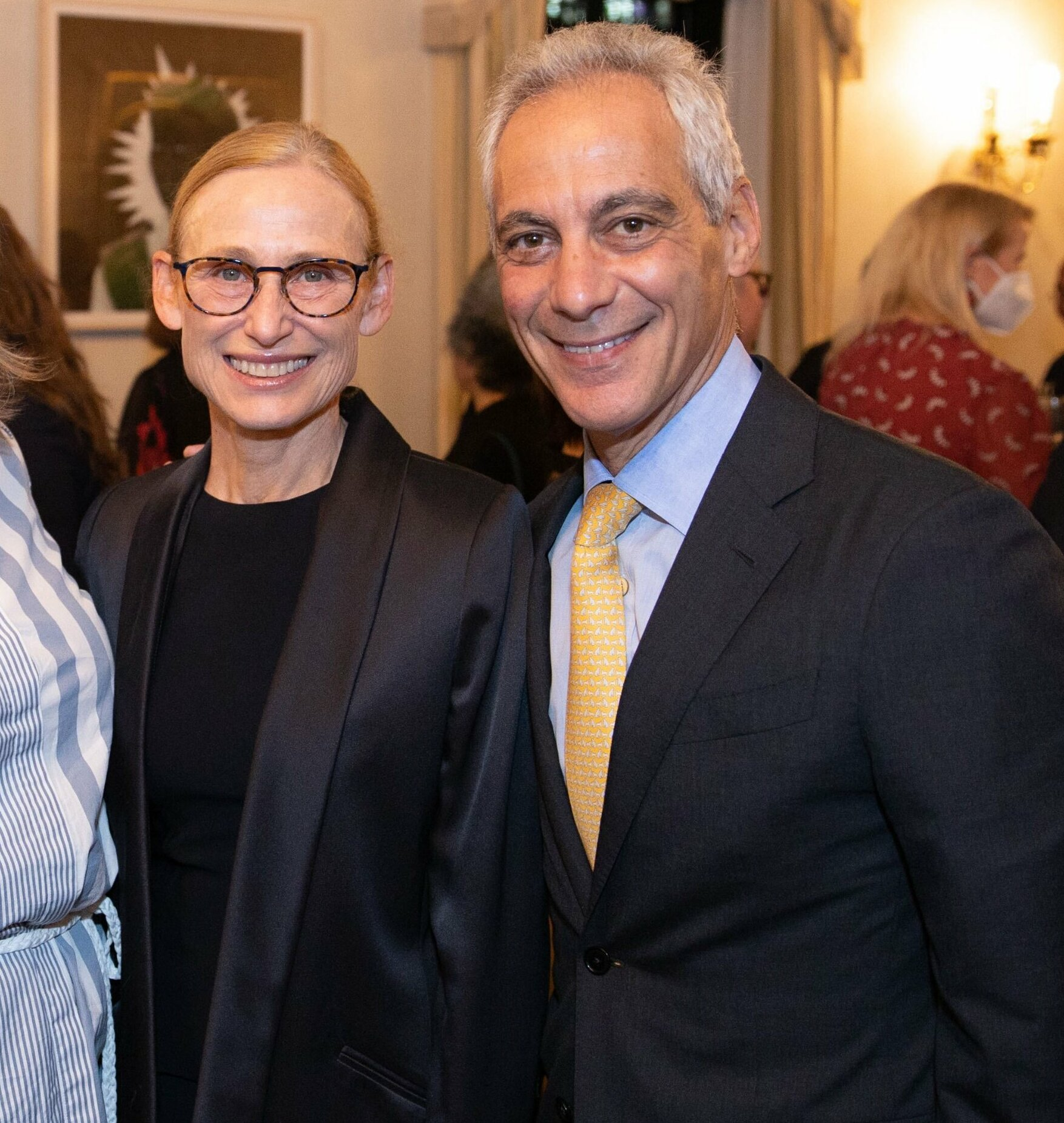
Ambassadeur Rahm Emanuel met zijn vrouw Amy Rule in 2022 bij een concert van de Boston Symphony Orchestra in Japan